# Timbuí
Timbuí é um distrito do município brasileiro de Fundão, no estado do Espírito Santo, de população de 2.400 habitantes. Timbuí também é o nome do bairro localizado nesse distrito. A área rural é maior do que a urbana e é localizada às margens da BR 101.